# Луциківка
Лу́циківка — село в Україні, у Миколаївській селищній громаді Сумського району Сумської області. Населення становить близько 450 осіб. До 2016 орган місцевого самоврядування — Миколаївська селищна рада.

## Географія
Село Луциківка розташоване на березі річки Сула, вище за течією примикає село Марківка, нижче за течією на відстані 3 км розташоване село Сульське. Примикає до села Птиче.
До складу Миколаївської селищної ради (ОТГ) входять села: Луциківка, Птиче, Радянське та інші. Село розташоване за 57 км від районного центру м. Білопілля. Найближча залізнична станція — Вири, за 23 км. Площа населеного пункту — 203 га
Населення — 502 осіб (в тому числі с. Радянске та Птиче) Кількість дворів — 214. День села — 14 жовтня (свято Покрова Пресвятої Богородиці) 7 липня(Івана Купала).

## Назва
Достеменно невідоме походження назви села. Саме слово «Луциківка» зустрічається аж на Косівщині (сучасна Івано-Франківська область), там це назва невеличкої річечки, майже струмка. Можливо, назву приніс з собою на Слобожанщину хтось з переселенців з Західної України.
Якимось чином це слово пов'язане з водою, а оскільки на новому місці протікала річка, назва прижилась. Хоча це всього лиш припущення. Переселенці поселились обабіч Сули, сліди цього історичного розселення спостерігаються й донині — всі вулиці старої побудови розташовані паралельно Сулі.

## Історія
Історія села Луциківки розпочинається наприкінці XVII сторіччя, коли на вільні землі на лівому березі Дніпра на береги річок Псла, Сули, Ворскли приходять переселенці з правобережжя.
Точна дата заснування села невідома, а перша писемна згадка датована 1700 роком, коли в переліку сіл, «основаных ранее, когда — неизвестно», у яких були освячені церкви, згадується і «Луциковка при Суле». Оскільки церква не могла вирости на пустому місці, логічно зробити висновок, що до 1700 року село вже існувало, більше того, було досить численним та заможним, аби мати змогу зібрати кошти на побудову церкви.
Кількість жителів села поступово зростає, і вже 1732 року в селі було 52 двори. Будинків 142, жителів — 471, переважно — «черкас» — 452 чоловік. Того ж року в селі відкривається школа, де навчається 3 учні. Луциківка входить до Межиріцького повіту. Населення займалось переважно землеробством. За переказами, у селі були як млини-вітряки, так і водяний млин, та ще виробництво селітри з гною. Колись і вулиці так називались- Вітряки та Бурти (там лежали бурти гною).
За часів встановлення на Слобожанщині кріпаччини Луциківка переходить у власність Івану Онуфрійовичу Курису, чиї грецькі предки переселились в державу Російську ще за часів Олексія Михайловича та осіли в Ніжині…
Іван Онуфрійович Курис, якому належала Луциківка, волею долі потрапив на службу під керівництво самого фельдмаршала Суворова. В походах та боях проявив хоробрість та героїзм і зробив стрімку кар'єру. А за участь в штурмі Ізмаїла Іван Онуфрійович отримав чин підполковника та найвищу нагороду імперії — орден Св. Георгія. Статус кавалера ордена означав потомственне дворянство. Тоді ж підполковнику Курису були даровані шість тисяч десятин землі в «новоприобретенной от Порты Оттаманской области».
1795 року першими поселенцями нових земель стали 53 чоловіки — луциківці, яких Іван Онуфрійович привіз з свого маєтку. В степу і на схилі гори був висаджений ліс, розбитий парк, нову садибу названо було Покровське, на честь церкви Покрова Пресвятої Богородиці. Згодом назва стала подвоєною — Покровське — Курисово. З 1835 по 1850 рік в Покровське було переселено ще 140 наших земляків. Звісно, їхнього бажання ніхто не питав…
Іван Онуфрійович одружився з Уляною Іванівною Ханенко, що походила із знатного гетьманського роду. Мав трьох синів, один з яких — Платон Іванович, успадкував Луциківку. А Покровське — Курисове дісталось середньому сину — Іраклію, який розбудував маєток та добудував розпочатий батьком замок в «мавританському стилі».
Платон Іванович та Єлизавета Львівна Куриси на 1843 рік володіли близько 4 тисячами десятин землі, мали «дворових людей» — 57 чоловік та 83 селянських дворів, яких жило 679 чоловік селян. Куриси були досить багатими людьми в Лебединському повіті, мали облаштовану садибу, великий будинок. Платон Іванович зібрав чималу бібліотеку, любив там проводити час за читанням, а щоб ніхто не заважав, читав переважно вночі, вдень же подовгу спав. Господарством займалась Єлизавета Львівна, у повіті вона користувалась неабияким авторитетом.
Вже на схилі літ Куриси удочеряють свою племінницю — Євгенію (Женні) Альбранд, батьки якої були вбиті чеченцями під час нападу на будівельників залізниці на Північному Кавказі. Женні видають у шлюб з полковником Ксаверієм Булатовичем, чий полк тоді стояв в Лебедині, а після смерті Курисів Євгенія Булатович успадковує їх маєток — Луциківку.
В той час в повіті стрімко розвивається цукроваріння, поміщицькі землі орендують цукрозаводчики. Євгенія Андріївна теж більшу частину земель здає в оренду відомому «цукровому королю» Харитоненку, меншу частину здає в оренду місцевим селянам та використовує для власних потреб. Маєток приносив Євгенії Андріївні досить непоганий прибуток, вона вважалась однією з найбагатших поміщиць повіту. В шлюбі з Ксаверієм Булатовичем, що отримав чин генерал-майора, вона мала трьох дітей: двох дочок та сина Олександра, якому судилось зробити Луциківку відомою. Однак генерал Булатович під час військових маневрів застудився, застуда переросла в туберкульоз, довелось лікуватися в Європі, та лікування на швейцарських курортах результату не дало, і К.Булатович в Швейцарії помирає. Похований на кладовищі в курортному місті Веве. Євгенія Андріївна залишається вдовою і єдиною власницею Луциківки.
За переказами старожилів, Євгенія Андріївна була справжньою «генеральшею». Характер мала досить суворий, часом навіть жорсткий.
Під час селянських заворушень 1905 року місцеві селяни, незадоволені умовами оренди землі та до того ж добряче підігріті спиртним, грабують та вщент спалюють маєток Євгенії Андріївни, пригадавши генеральші всі образи. Бунт тривав майже два дні, аж поки прислані з Лебедина козаки його не втихомирили. Налякана Євгенія Булатович втекла до Сум і більше до Луциківки не поверталась. Життя її завершилось трагічно на початку 20-х: колись власниця великого маєтку вмерла з голоду у власній кімнаті…
У 1918-1920 роках у селі кілька разів змінювалась влада. Остаточну владу отримали більшовицькі окупанти.
1926 року населення Луциківки становило 2860 чоловік, налічувалося 513 одноосібних селянських господарств.
1930 року, під час примусової колективізації, у селі створюються два колгоспи по обох берегах Сули: «13 років Жовтня» на правому берез та ім. Комінтерна — на лівому березі.
Село постраждало внаслідок геноциду українського народу, проведеного урядом СССР 1923—1933 та 1946–1947 роках.
На фронтах Німецько-радянської воювало 364 жителі Луциківки. Не всім їм судилося повернутися додому. 270 з них загинуло. 75 воїнів-односельців удостоєно державних нагород за мужність та героїзм. Серед них — Герой Радянського Союзу Ф. Ф. Дудник та повний кавалер Ордену Слави М. З. Павленко. На честь загиблих воїнів-односельчан в центрі села встановлено пам'ятник.
Розташована обабіч стратегічних напрямків Луциківка не стала ареною кровопролитних боїв під час Німецько-радянської війни. Визволення Луциківки пройшло фактично без бою, отож село досить швидко повернулось до мирного життя. Відновила роботу школа, відновились і колгоспи. Щоправда, невдовзі вони об'єднались в один, що дістав назву «Комінтерн». В період укрупнення господарств він увійшов до складу колгоспу «Дружба» з центральною садибою в Марківці. Луциківка почала розвиватися за принципом бригадного села. Так тривало до 1987 року, коли на базі двох бригад колгоспу «Дружба» було створено колгосп «Світанок», який досить стрімко розвивався, будувався, але з розпадом Радянського Союзу колгоспне виробництво занепадає. Колгосп переживає ряд реформацій, які не мають успіху, але зрештою остаточно зникає 2000 року. Створена на його базі агрофірма «Булат» існувала нетривалий час, а далі й зовсім була ліквідована. З 2007 року орні землі навколо села орендують Українські Аграрні Інвестиції — сучасне високотехнологічне аграрне господарство.
Історія церкви
На території села знаходиться церква Покрови Пресвятої Богородиці. Перша церква в Луциківці була побудована  орієнтовно у 1700 році. В 1780 році була побудована дерев’яна однопрестольна Покровська церква за кошти майора В. Яцина. До парафії належали села Луциківка, Птиче, нинішнє село Радянське і хутір Грамине. При храмі була організована школа писемності. За радянських часів, в 20 роки ХХ століття, Покровська церкву закрили, в її приміщенні розташувався Будинок культури. Орієнтовно з 1957 по 1960 роки храм було остаточно знищено. У 2010 році розпочато будівництво нового храму.

## Сьогодення
На даний час в селі діє загальноосвітня школа І-ІІІ ступенів, будинок культури (розвалений), бібліотека(знаходиться в ФП), відділення зв'язку, ФП, нещодавно збудовано Аптечний пункт (поки що не працює) Луциківський старостат Миколаївської селищної ради. Село газифіковане.
12 червня 2020 року, відповідно до розпорядження Кабінету Міністрів України № 723-р «Про визначення адміністративних центрів та затвердження територій територіальних громад Сумської області», село увійшло до складу Миколаївської селищної громади.
19 липня 2020 року, в результаті адміністративно-територіальної реформи та ліквідації Білопільського району, село увійшло до складу новоутвореного Сумського району.

## Економіка
- Луциківська філія ПП"Дружба 6", (весь персонал філії і обладнання перенесено в Марківку)

## Соціальна сфера
- У селі працює загальноосвітня школа 1-3 ступенів, де директором працює Денисенко Олена Миколаївна. Кількість учнів — 54, дошкільна група — 9 дітей. У школі — краєзнавчий музей. [Архівовано 20 лютого 2020 у Wayback Machine.]

## Пам'ятки
- Могила ієросхимонаха отця Антонія (Булатовича),  одного з засновників в Афонському руському Свято-Пантелеймоновому монастирі  православного напрямку "ім'яслав'я-ім"яБожіє" (убитий 1919 р в с.Луциківка невідомими бандитами). Мощі о.Антонія (Булатовича) в священницькому облаченії  були обретені  06.09.2003 року. У чині обретенія брали участь ієромонах Сімеон (Гагатик) — зараз Архімандрит Ахтирського Свято-Троїцького монастиря і отець Володимир (Петренко Володимир Федорович, парафійний сільський священик УПЦ).[5] Зусиллями християн-активістів з  громади міста Суми у селі зведена капличка на місці поховання ієросхимонаха отця Антонія (Булатовича). На цьому місці планується побудувати храм.

## Відомі люди
Хоча на території Луциківки не відбувалося визначних історичних битв та подій, проте особистостей дала вона світу досить відомих.
Луциківка далеко за межами України відома завдяки Олександру Ксаверійовичу Булатовичу (1870—1919). Офіцер, дипломат, розвідник, дослідник Африки, богослов, монах-схимник, іерсхимонах — все це одна людина — Олександр Булатович. За свої 49 років він встиг чимало.
В Луциківці, у маєтку матері, пройшли дитячі роки Олександра. 1884 року мати віддає Олександра на навчання до Олександрівського ліцею, який той закінчує з відзнакою, деякий час проводить на цивільній службі, згодом вступає на службу до Його Імператорської Величності лейб — гвардії гусарського полку — однієї з найелітарніших кавлерійських частин імперії. Тут він швидко здобуває славу одного з найкращих вершників та фехтувальників Петербургу.
1896 року корнет Булатович з місією Червоного Хреста вирушає до Ефіопії. Під час подорожі він здійснює ряд географічних відкриттів, після повернення на батьківщину в Луциківці пише книгу «Від Ентото до ріки Баро», за яку отримує відзнаку від Імператорського Російського географічного товариства.
1897 року він знову вирушає до Ефіопії, цього разу вже офіційно в складі військової місії, стає одним з військових радників імператора Менеліка ІІ, бере участь в поході армії Менеліка ІІ на південь, фактично веде армію невідомими землями. Під час походу створює докладну карту нових земель, знову робить ряд географічних відкриттів. Саме завдяки Булатовичу імперія Менеліка зростає більш як на третину. За заслуги О. Булатович отримує від Менеліка найвищі нагороди — орден Абісинської Зірки, накидку та головний убір із шкіри лева та золоті шаблю та щит.
Південний похід Антоній (Булатович) описує в своїй другій книзі — «З військами Менеліка ІІ».
Олександр Ксаверійович здійснює ще дві подорожі до Абісинії, третю — як військовий розвідник, четверту вже як священик.
1900 року він бере участь в «боксерській війні», тепер маловідомій Манчьжурській кампанії 1900 року, де командує «летючими загонами» 3-го Верхньоудінського полку Забайкальського козацтва, кавалерійськими розвідгрупами, що комлектувались з добровольців. Серед нагород за участь в китайському поході — орден Почесного Легіону за врятування французького місіонера.
1903 року постригаєтся в монахи, з 1912 р. — один з лідерів ім'яслав'я. 1913 р. після «Афонського розгрому» — висланий під нагляд поліції в Луциківку. Брав участь в Першій Світовій війні як полковий священик. 1919 року за нез'ясованих обставин вбитий в Луциківці.
Ім'я Олександра Булатовича й зараз пам'ятають в Ефіопії, відзначають його заслуги в розширенні території країни та створенні регулярної армії. Карти, створені О.Булатовичем під час походів настільки досконалі, що використовувались на початку 2000 років експедицією російського мандрівника Л.Круглова в рамках проекту «Семеро смелых» — «Следами русских путешествеников».
В Луциківці на честь отця Антонія (Булатовича) збудована капличка, на могилі встановлений гранітний хрест, а в шкільному музеї створена експозиція про славного земляка.
В Луциківці народився Герой Радянського Союзу підполковник Федір Федотович Дудник (1910—1986 рр.). З 1927 року працював на машинобудівних заводах Сум та Краматорська. В 1933 році призваний до армії і направлений до Харківської школи червоних старшин. Закінчив в 1937 році Київське артилерійське, потім — Харківське авіаційне училища. З 1938 року служив у бомбардувальній авіації. Учасник радянсько-фінської війни. Брав участь у обороні Києва, Москви, воював на Кавказі, під Ленінградом, на Курській дузі. За зразкове виконання бойових завдань командування і виявлені при цьому мужність і відвагу штурману ланки 5-го гвардійського авіаполку дальньої дії 18.09.1943 р. гвардії капітану Ф. Дуднику присвоєно звання Героя Радянського Союзу.
Учасник визволення Болгарії, Угорщини, Румунії, Польщі, Чехословаччини, штурму Берліна. Здійснив 312 бойових вильотів. 1949 року за станом здоров'я вийшов у відставку. Проживав у Сумах. Обирався депутатом міськради. Нагороджений орденами Леніна, Червоного Прапора, Вітчизняної війни І ступеня, медалями.
Кілька поколінь дітей виросло, читаючи відомий дитячий журнал «Мурзилка», і мало хто знає, що більше четверті віку головним його редактором працює уродженка Луциківки Тетяна Пилипівна Андросенко. За свою працю вона неодноразово була удостоєна нагород віл Президента та Уряду Російської Федерації. Незважаючи на відповідальний пост, не пориває зв'язків з рідним селом, рідною школою.
Головня Леонід Дмитрович — український військовик, учасник російсько-української війни.